# William Wright Smith
Sir William Wright Smith (* 2. Februar 1875 in Parkend in der Nähe von Lochmaben, Dumfriesshire; † 15. Dezember 1956 in Edinburgh) war ein schottischer Botaniker. Sein offizielles botanisches Autorenkürzel lautet „W.W.Sm.“

## Leben und Wirken
Er war der Sohn von James T. Smith. Von 1922 bis 1956 war er Direktor des Royal Botanic Garden Edinburgh und Regius Professor of Botany. Ausgedehnte Sammelreisen führten ihn unter anderem in den Himalaja. Er war Spezialist für die Gattungen Primula und Rhododendron. Smith veröffentlichte zusammen mit George Forrest und Harold Roy Fletcher The genus Primula (1929 bis 1950).

## Ehrungen
Am 22. März 1945 wurde Smith als Mitglied („Fellow“) in die Royal Society gewählt
, 1935 in die American Academy of Arts and Sciences. Bereits seit 1919 war er Mitglied der Royal Society of Edinburgh.
Nach Smith sind die Pflanzengattungen Smithiodendron Hu aus der Familie der Moraceae und Smithorchis Tang & F.T.Wang aus der Familie der Orchideen (Orchidaceae) benannt.